# Siepraw (plaats)
Siepraw is een dorp in het Poolse woiwodschap Klein-Polen, in het district Warszawski. De plaats maakt deel uit van de gemeente Siepraw en telt ca. 5000 inwoners.